# 探偵団スペシャル 魔隣組対覇悪怒組 (ジゴマvs魔天郎)
- 東映不思議コメディーシリーズ
  - おもいっきり探偵団 覇悪怒組 > 探偵団スペシャル 魔隣組対覇悪怒組 (ジゴマvs魔天郎)
  - じゃあまん探偵団 魔隣組 > 探偵団スペシャル 魔隣組対覇悪怒組 (ジゴマvs魔天郎)

『探偵団スペシャル 魔隣組対覇悪怒組 (ジゴマvs魔天郎)』（たんていだんスペシャル まりんぐみたいはあどぐみ ジゴマたいまてんろう）は、1989年（昭和64年）1月1日にフジテレビ系列で放送されたスペシャルドラマ。フジテレビと東映の共同製作。

## 解説
『おもいっきり探偵団 覇悪怒組』と放送終了から間もない『じゃあまん探偵団 魔隣組』のレギュラー陣が共演し、さらにそれぞれのライバルであるジゴマと魔天郎も共演する正月特別編。東映不思議コメディーシリーズでは唯一のクロスオーバー作品である。また、昭和最後のシリーズ放送でもある（当月7日に昭和天皇が崩御したため）。

## 出演者

### じゃあまん探偵団 魔隣組
- 辻タカシ - 磯崎洋介
- 江川ノボル - 伊藤慎
- 後藤ゲンタ - 丸典膳カイ
- 田トシカズ - 畠重樹
- 古矢カオリ - 榎沢佐季子
- 怪盗ジゴマ - 沢木ヒロシ
- 怪盗ジゴマの声 - 金沢寿一
- 辻雄一（シャーロックおじさん） - 渡辺篤史

### おもいっきり探偵団 覇悪怒組
- 黒樹ヒロシ - 渡辺博貴
- 城金サトル - 中島義実
- 青野ススム - 雨笠利幸
- 君原タケオ - 石井孝明
- 赤川ヤスコ - 上野めぐみ
- 赤川森介 - 山本亮
- 魔天郎 - 春田純一
- 落合敏彦、魔天郎の声 - 秋野太作（特別出演）

### その他
- 汐路章
- 大月ウルフ
- 三輝みきこ
- 木本俊

## スタッフ
- 企画 - 石原隆（フジテレビ）、木村京太郎（読売広告社）、平山亨（東映）
- 原作 - 石ノ森章太郎
- 脚本 - 大原清秀
- 音楽 - 本間勇輔
- 撮影 - 大沢信吾
- 照明 - 佐野政美
- 美術 - 安井丸男
- 助監督 - 前嶋守男
- 計測 - 小野寺修
- プロデューサー - 小林義明・日笠淳・西村政行（東映）
- 監督 - 佐伯孚治
- 制作 - フジテレビ、東映、読売広告社（読売広告社のみノンクレジット）[要出典]

## 歌
- オープニングテーマ - 「クエスチョンの冒険」 歌 - Waffle
- エンディングテーマ - 「サブマリン・マーチ」 歌 - 森の木児童合唱団
- 挿入歌 - 「摩天楼のヒーロー」 歌 - 大野方栄

## 放送局
- フジテレビ（キー局）：日曜 7:30 - 8:30
- テレビ西日本：日曜 7:30 - 8:30